# Acripia semiviridis
Acripia semiviridis är en fjärilsart som beskrevs av George Francis Hampson 1902. Acripia semiviridis ingår i släktet Acripia och familjen trågspinnare. Inga underarter finns listade i Catalogue of Life.